# Spilapteridae
Spilapteridae — вимерла родина палеозойських крилатих комах з ряду Палеодиктиоптери (Palaeodictyoptera). Родина існувала у кінці кам'яновугільного та на початку пермського періодів (318–272 млн років тому). Скам'янілі рештки представників родини знайдені у північній півкулі (США, Європа, Росія, Китай).

## Роди
- Abaptilon
- Baeoneura
- Becquerelia
- Delitzschala
- Dunbaria
- Epitethe
- Homaloneura
- Lamproptilia
- Mcluckiepteron
- Neuburgia
- Palaeoptilus
- Paradunbaria
- Permiakovia
- Sheltoweeptera
- Spilaptera
- Spiloptilus
- Tectoptilus
- Vorkutoneura